# Polyptychus trilineatus
Polyptychus trilineatus är en fjärilsart som beskrevs av Moore 1888. Polyptychus trilineatus ingår i släktet Polyptychus och familjen svärmare. Inga underarter finns listade i Catalogue of Life.

## Beskrivning

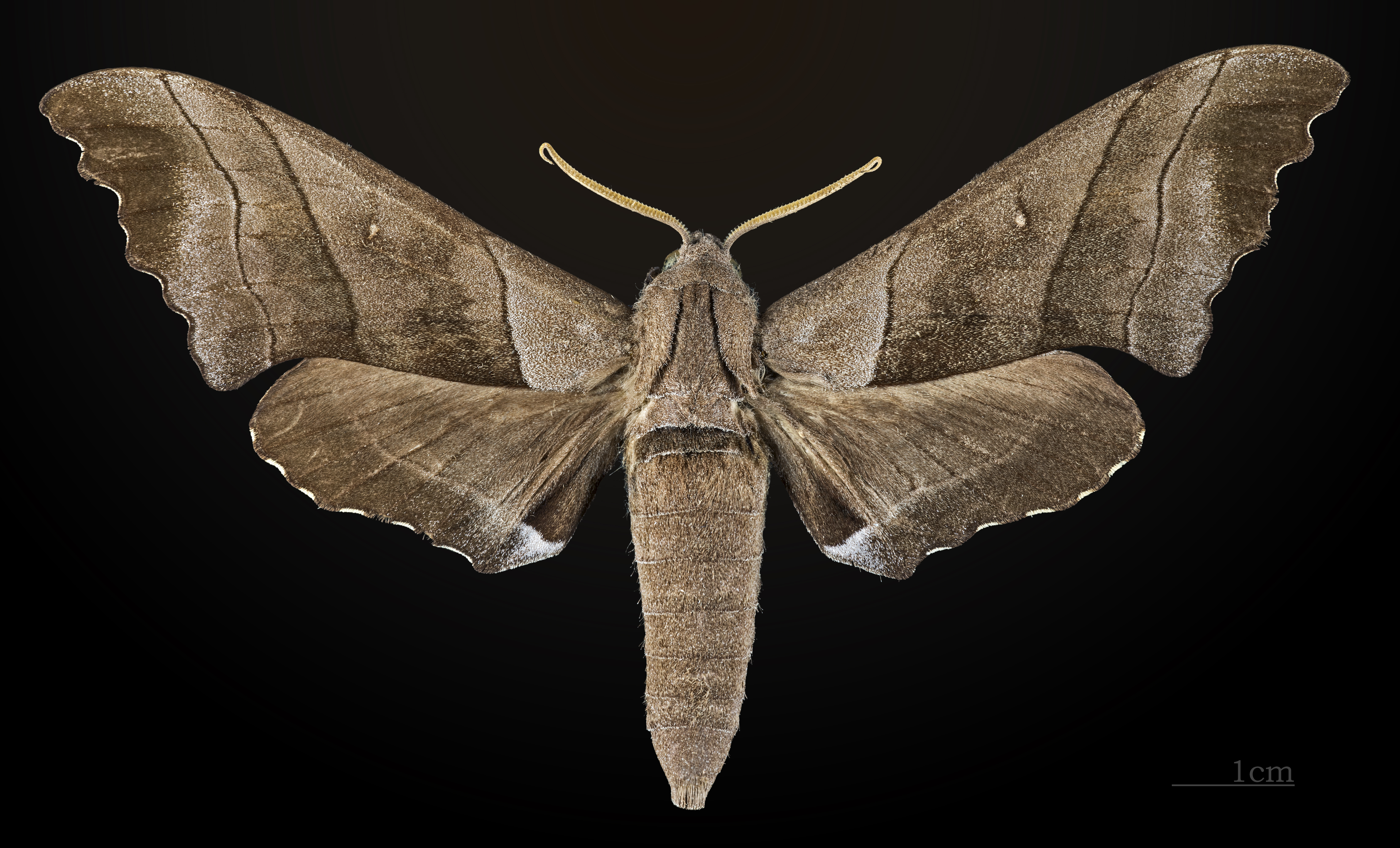
♂
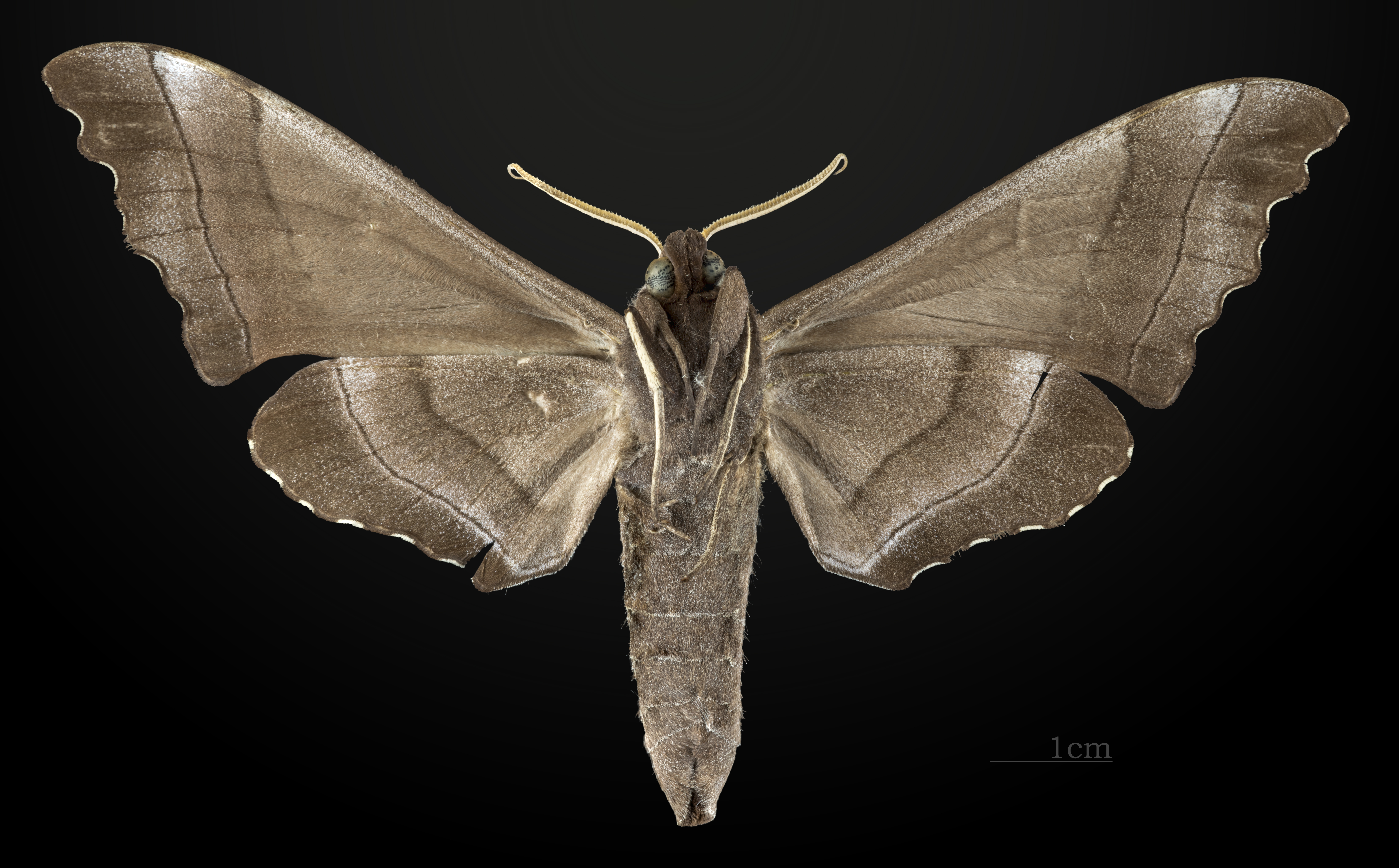
♂ △
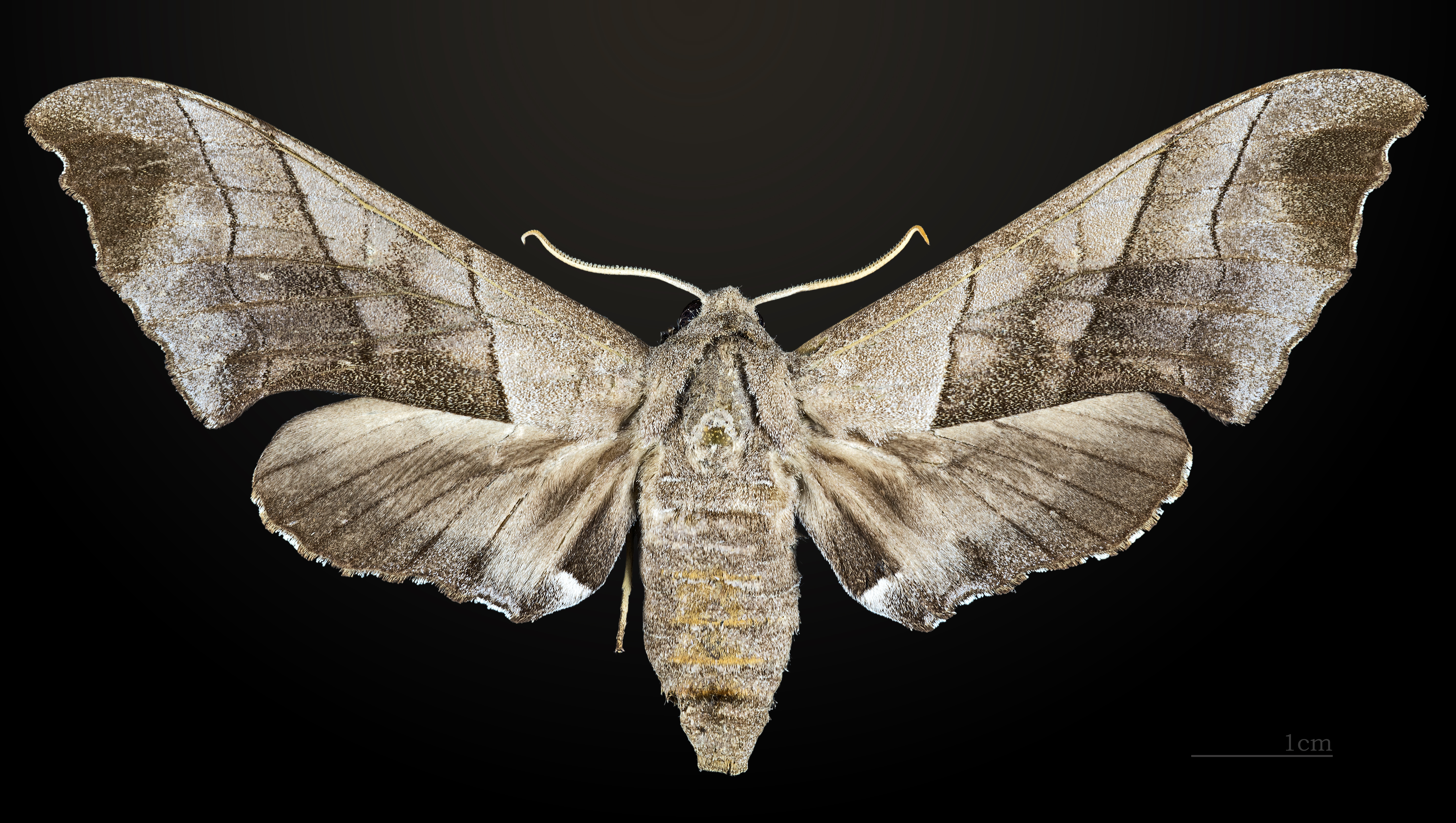
♀
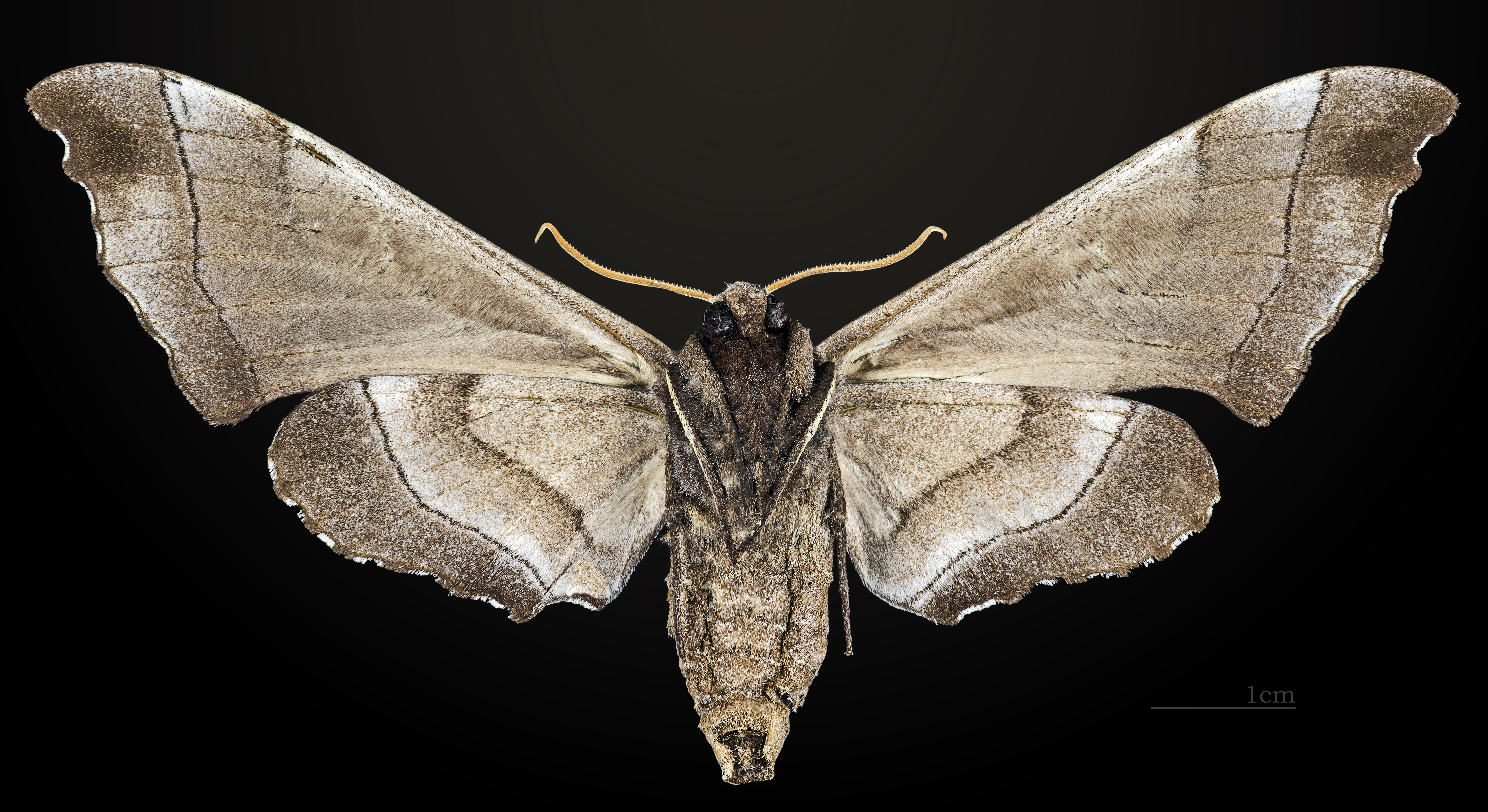
♀ △

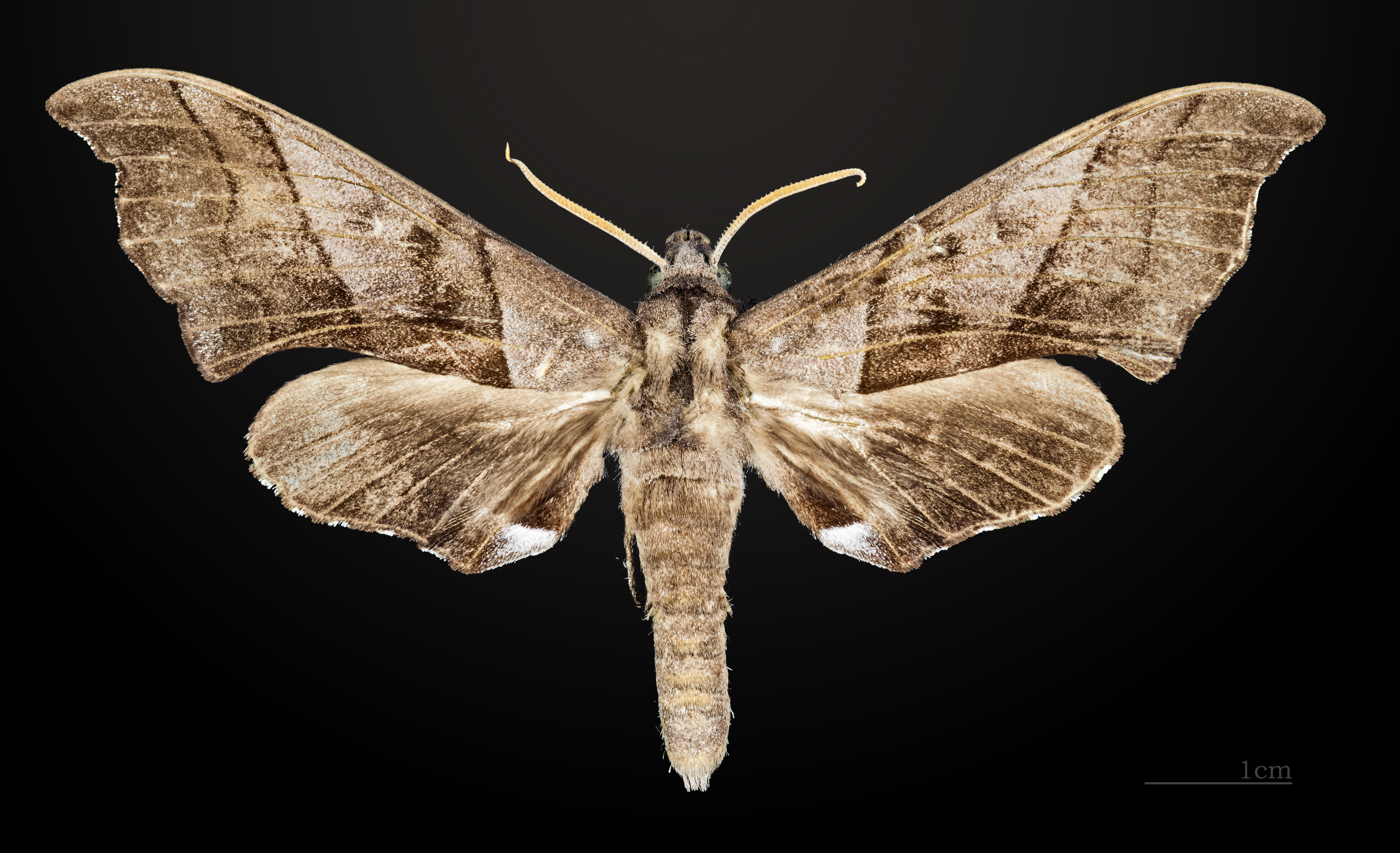
Polyptychus trilineatus celebensis  ♂
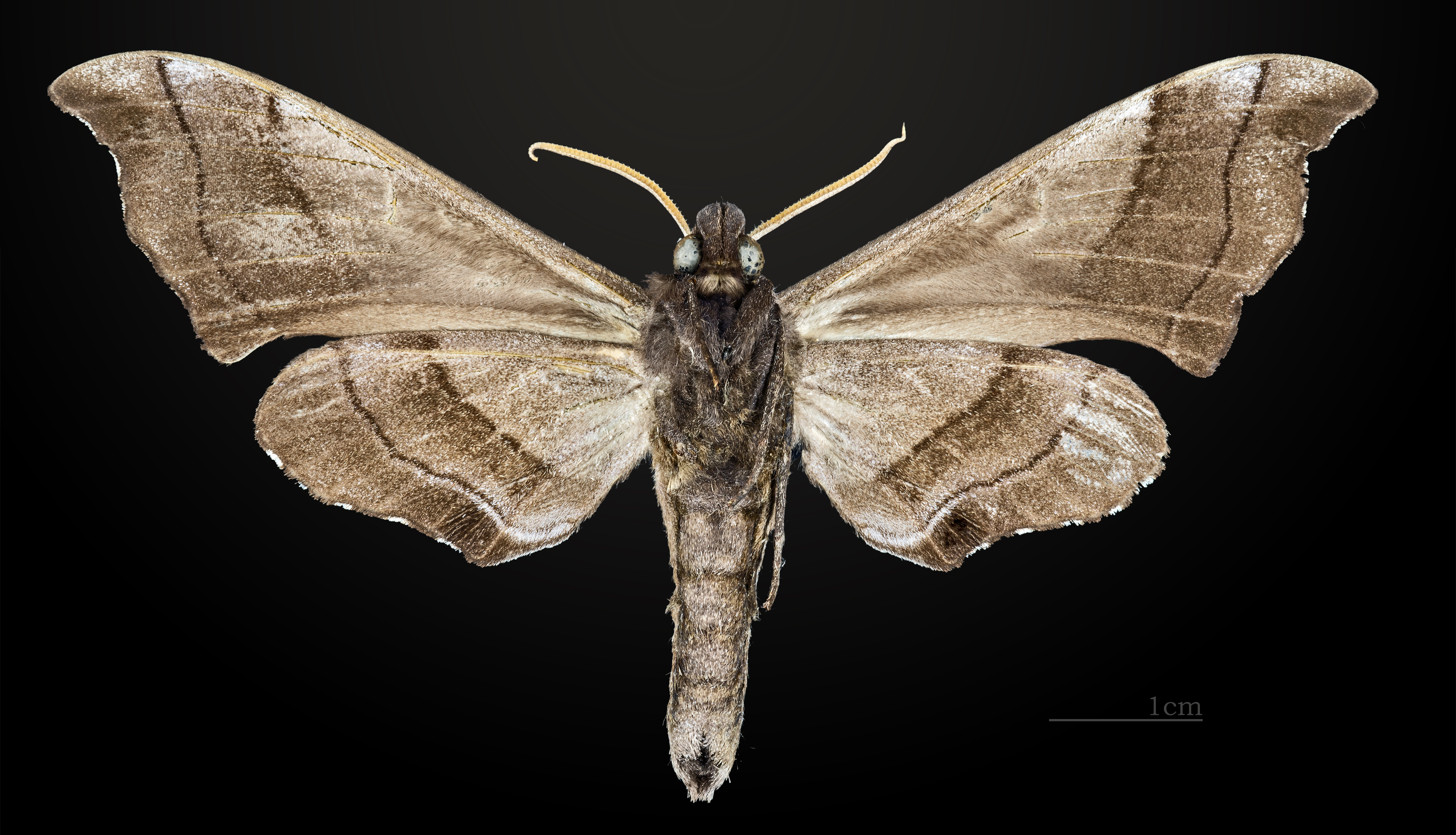
Polyptychus trilineatus celebensis  ♂  △
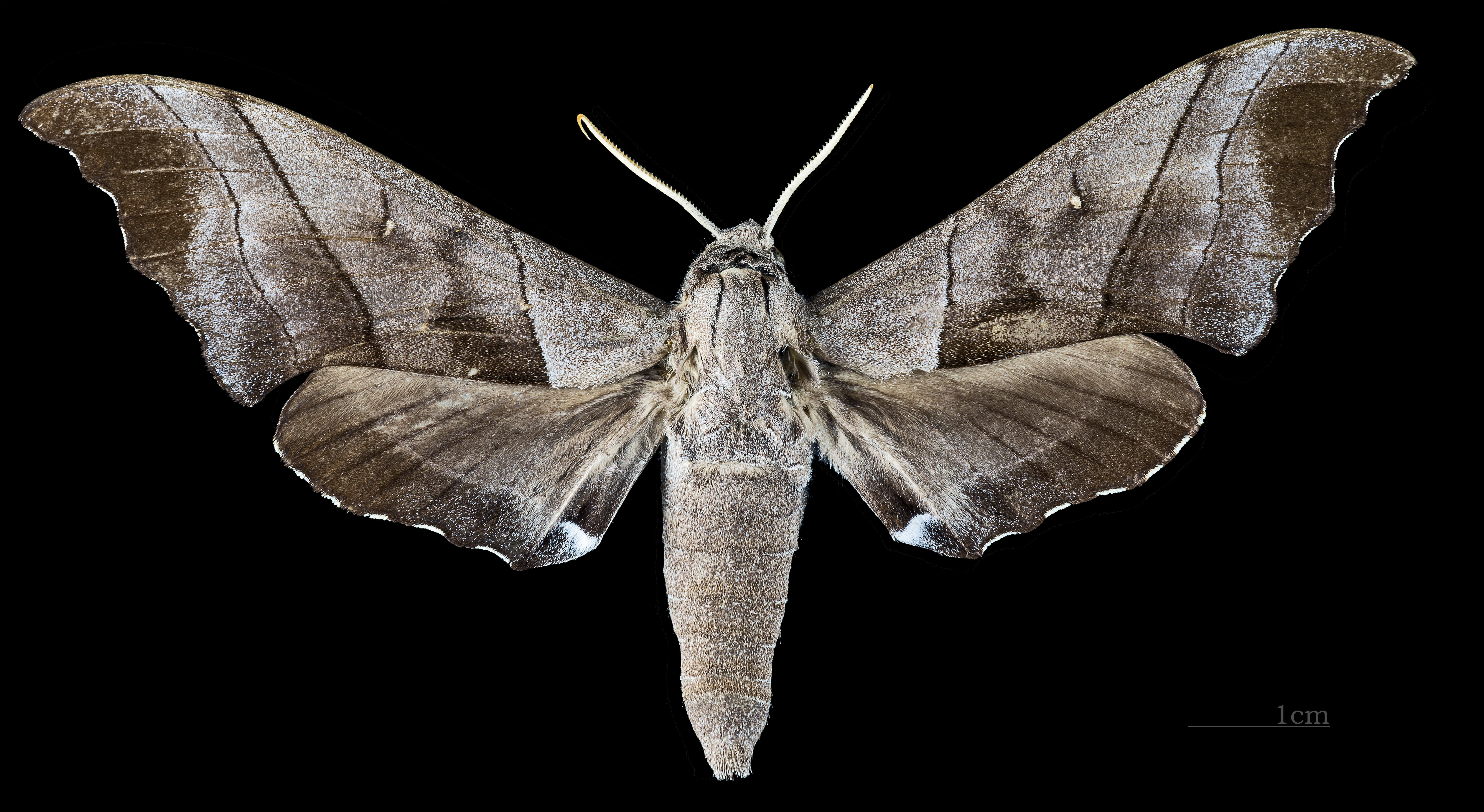
Polyptychus trilineatus javanicus ♂
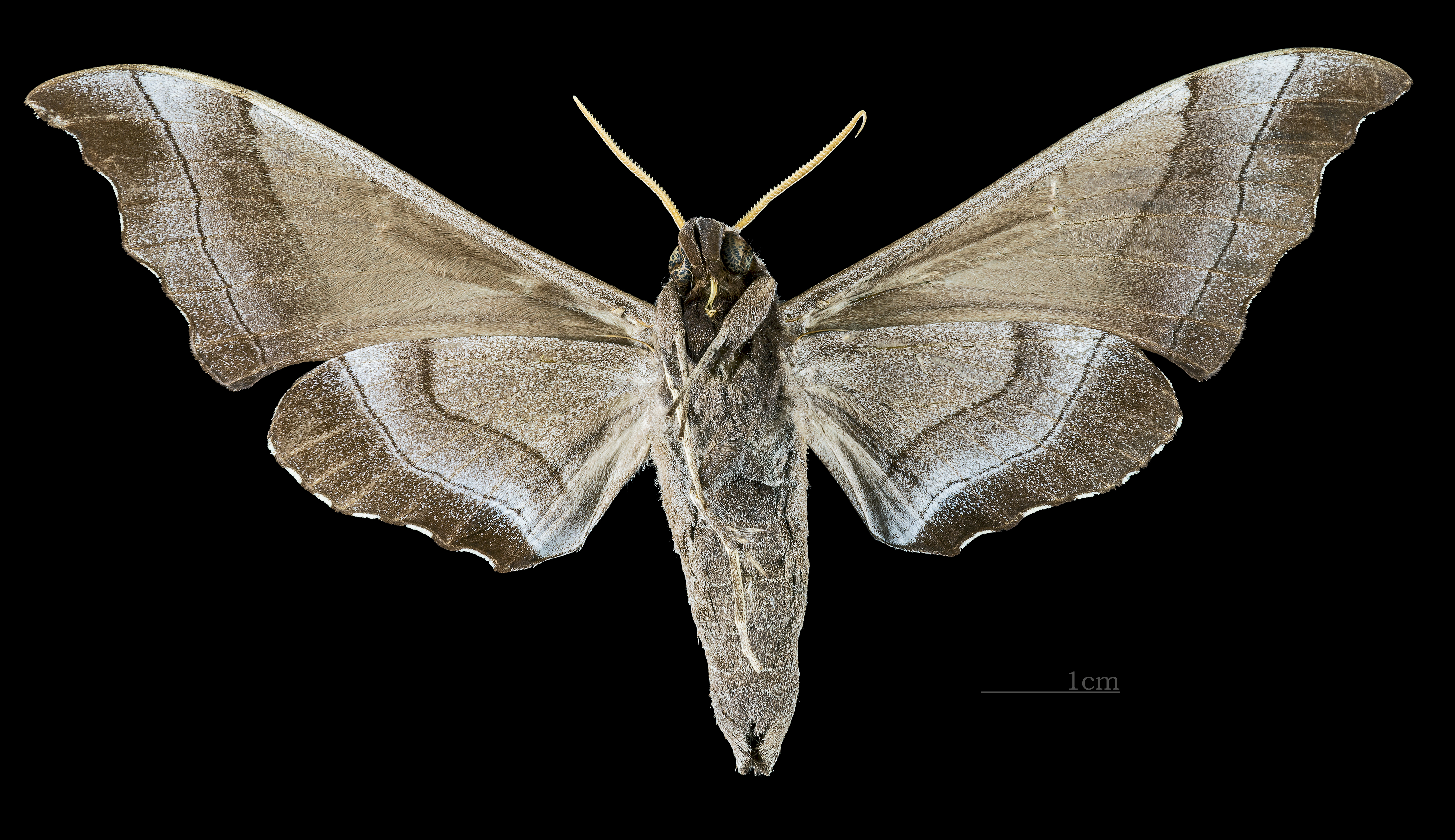
Polyptychus trilineatus javanicus ♂ △